# Лијевче поље
Лијевче поље је област у сјеверном дијелу Републике Српске, БиХ. То је равница у доњем току Врбаса, између ријеке Саве на сјеверу, планина Просаре на западу, Мотајице на истоку и Козаре на југозападу. Земља је плодна а клима умјерено-континентална. Пољопривреда је овдје најзаступљенија грана привреде.
Ово подручје припада општинама Градишка, Лакташи и Србац.
Лијевче поље је саобраћајно добро повезано са другим регионима. Смјештено је поред ријеке Саве на граници са Хрватском, овдје се налази аеродром Бања Лука, а изграђен је аутопут Бања Лука — Градишка, који највећим дијелом пролази кроз ово поље.
На сјеверу Лијевча поља налази се мочварни комплекс Бардача.
На овом пољу се одиграла битка између четника и усташа, од 4. априла до 6. априла 1945. године.

## Лијевчанска народна ношња
Српска народна ношња у Лијевче пољу се дијели на мушку и женску. Мушкарци носе:
- бијела гаће са ришањем (израђене од ланеног платна)
- кошуља са везом (израђена од ланеног платна)
- црни јелек (од ваљане црне чоје)
- наруквице (црне боје)
- шешир
- плетене бијеле вунене чарапе
- опанци

Женска народна ношња се састоји од:
- сукња са ришаном чипком
- кошуља са ришаном чипком на рукавима и предњем дијелу
- наруквице (црвене боје)
- накит (носе удате жене)
- бошча за главу
- тканица (појас)
- торбица
- прегача (предњу прегачу носе дјевојке, а задњу удате жене)
- шарени приглавци (носе удате жене)
- црне плетене чарапе
- опанци

## Познате личности
- Угљеша Којадиновић — глумац,
- Славко Лисица — генерал Војске Републике Српске,
- Манојло Миловановић — генерал Војске Републике Српске,
- Звјездан Мисимовић — фудбалер,
- Васо Видовић — трговац и политичар,
- Васо Чубриловић — историчар и академик,
- Славица Еклстон — манекенка,
- Милорад Додик — политичар, Предсједник Републике Српске,
- Марко Марин — фудбалер,
- Рајко Касагић — политичар и бивши премијер Републике Српске.
- Бошко Келечевић — генерал Војске Републике Српске.